# 김용현 (군인)
김용현(金龍顯, 1959년 6월 25일 ~ )은 대한민국의 전직 군인 및 정무직 공무원이다.

## 생애
경상남도 마산시 출생이며, 서울에 상경하여 충암고등학교를 1978년 2월에 졸업한 후 육군사관학교에 입학하여 1982년 3월 제38기로 졸업하였다. 1982년 8월 육군 소위로 임관한 이래 수도방위사령관 등으로 근무하다가 합동참모본부 작전본부장을 끝으로 예편하였다.
이후 윤석열 캠프에서 자문위원 및 대통령인수위원회에서 활동하며 종로구 소재 청와대의 기능을 용산구 소재 대한민국 대통령실로 이전하는데 역할을 맡았다. 윤석열 정부에서 초대 대통령경호처장을 지냈다. 이후 제50대 대한민국의 국방부 장관을 지냈다.
현재 2024년 12월 10일 내란혐의로 구속되었다. 2024년 12월 27일, 서울중앙지방법원에 내란중요임무종사죄 등으로 구속 기소되어 현재 재판 중이다.

## 학력
- 월영국민학교 졸업
- 충암고등학교 졸업
- 육군사관학교 학사
- 동국대학교 행정대학원 안보행정학 석사

## 경력
- 소위 1982년 임관
  - 제21보병사단 제63보병연대 1대대 1중대 소대장 (1982.8 ~ 1983.7)

- 중위 1983년 진급
  - 제21보병사단 제63보병연대 1대대 수색소대장 (1983.7 ~ 1983.10)
  - 수도경비사령부 제30경비단 5중대 소대장 (1983.10 ~ 1985.11)

- 대위 1985년 진급
  - 전투병과학교 대위 지휘참모과정 (1985.11 ~ 1986.5)
  - 제15보병사단 제38보병연대 7중대장 (1986.5 ~ 1987.8)
  - 수도방위사령부 제55경비대대 제3경비제대장 (1987.8 ~ 1989.4)

- 소령 1989년 진급
  - 수도방위사령부 제55경비대대 작전장교 (1989.4 ~ 1991.5)
  - 육군대학 기본과정 (1991.5 ~ 1991.11)
  - 제9보병사단 제29보병연대 4대대 작전장교 (1991.11 ~ 1992.11)
  - 제9보병사단 작전처 작전항공장교 (1992.11 ~ 1993.11)
  - 제9보병사단 작전처 부대훈련장교 (1993.11 ~ 1995.1)
  - 제9보병사단 제30보병연대 1대대 부대대장 (1995.1 ~ 1996.1)

- 중령 1996년 진급
  - 제2군사령부 제205특공여단 제2특공대대장 (1996.1 ~ 1998.10)
  - 육군사관학교 생도대 1대대장 (1998.10 ~ 2000.10)
  - 제9보병사단 작전참모 (2000.10 ~ 2001.11)
  - 육군본부 정훈공보실 홍보기획장교 (2001.11 ~ 2003.12)

대령 2003년 진급
- - 육군본부 기획관리참모부 정책처 국회연락담당관 (2003.12 ~ 2005.1)
  - 수도방위사령부 제1경비단장 (2005.1 ~ 2006.4)
  - 수도방위사령부 연구관 (2006.4 ~ 2006.5)
  - 육군본부 감찰실 인사검증위원 (2006.5 ~ 2006.11)
  - 육군본부 비서실 지휘관리과장 (2006.11 ~ 2007.11)

- 준장 2007년 10월 1차 진급
  - 육군본부 비서실장 (2007.11 ~ 2008.4)
  - 제2군단 참모장 (2008.4 ~ 2009.4)
  - 제1야전군사령부 관리처장 (2009.4 ~ 2010.6)
  - 제1야전군사령부 작전처장 (2010.6 ~ 2010.12)

- 소장 2010년 12월 1차 진급
  - 제17보병사단장 (2010.12 ~ 2012.11)
  - 합동참모본부 작전본부 작전부장 (2012.11 ~ 2013.11)

- 중장 2013년 10월 1차 진급
  - 수도방위사령관 (2013.11 ~ 2015.10)
  - 합동참모본부 작전본부장 (2015.10 ~ 2017.9)
  - 육군인사사령부 연구관 (2017.9 ~ 2017.11)

- 전역 2017년 11월 30일
  - 중앙건설 사외이사 (2018.12 ~ 2021.4)
  - 이수페타시스 비상근고문 (2018.12 ~ 2021.5)
  - 숭실대학교 일반대학원 초빙교수 (2019.3 ~ 2020.2)
  - (사)대한민국 육군발전협회 지상군연구소장 (2019.3 ~ 2021.10)
  - (사)성우안보전략연구원 정책자문위원 (2020.1 ~ 2021.12)
  - 숭실대학교 일반대학원 강사 (2020.3 ~ 2022.3)
  - 국민의힘 중앙위원회 국방안보분과 위원장 (2020.10 ~ 2022.4)
  - 국민의힘 중앙선거대책위원회 직속 글로벌비전위원회 위원 (2020.12 ~ 2022.3)
  - 법무법인(유한)대륙아주 고문 (2021.4 ~ 2022.3)
  - 대통령직인수위원회 청와대이전 TF 부팀장 (2022.3 ~ 2022.5)
  - 대통령경호처장 (2022.5 ~ 2024.9)
  - 국방부장관 (2024.9 ~ 2024.12)